# Saint-Léon (Allier)
 (novembre 2022).
Pour les articles homonymes, voir Saint-Léon.
Saint-Léon est une commune française située dans le département de l'Allier, en région Auvergne-Rhône-Alpes.

## Géographie
Dernier contrefort au nord du Massif central, le puy Saint-Ambroise est situé à l'extrémité nord des monts de la Madeleine et culmine à l'altitude de 442 mètres ; il offre une vue impressionnante sur 7 départements (Cher, Nièvre, Saône-et-Loire, Loire, Rhône, Puy-de-Dôme et Allier). Selon les cartes du Bureau de recherches géologiques et minières (BRGM), le sol de la commune est constitué de roches datant de l'époque carbonifère, il y a 300 millions d'années. Les plus anciens volcans du Massif central étant apparus il y a 65 millions d'années, le puy Saint-Ambroise doit plus son nom à l'ancien français pui (colline ou hauteur), venant du latin podium qu'à une montée magmatique.
La commune se trouve dans les Basses Marches du Bourbonnais.
Six communes sont limitrophes de Saint-Léon :
| Vaumas       |            | Saligny-sur-Roudon     |
| Châtelperron | Saint-Léon | Liernolles             |
| Sorbier      |            | Montcombroux-les-Mines |

### Climat
Pour des articles plus généraux, voir Climat d'Auvergne-Rhône-Alpes et Climat de l'Allier.
En 2010, le climat de la commune est de type climat océanique dégradé des plaines du Centre et du Nord, selon une étude du CNRS s'appuyant sur une série de données couvrant la période 1971-2000. En 2020, Météo-France publie une typologie des climats de la France métropolitaine dans laquelle la commune est exposée à un climat océanique altéré et est dans la région climatique Centre et contreforts nord du Massif Central, caractérisée par un air sec en été et un bon ensoleillement.
Pour la période 1971-2000, la température annuelle moyenne est de 11 °C, avec une amplitude thermique annuelle de 16,3 °C. Le cumul annuel moyen de précipitations est de 885 mm, avec 11,8 jours de précipitations en janvier et 7,6 jours en juillet. Pour la période 1991-2020, la température moyenne annuelle observée sur la station météorologique installée sur la commune est de 11,7 °C et le cumul annuel moyen de précipitations est de 857,2 mm,. Pour l'avenir, les paramètres climatiques de la commune estimés pour 2050 selon différents scénarios d'émission de gaz à effet de serre sont consultables sur un site dédié publié par Météo-France en novembre 2022.
| Mois                                  | jan.           | fév.            | mars           | avril         | mai             | juin          | jui.          | août         | sep.           | oct.          | nov.            | déc.             | année    |
| ------------------------------------- | -------------- | --------------- | -------------- | ------------- | --------------- | ------------- | ------------- | ------------ | -------------- | ------------- | --------------- | ---------------- | -------- |
| Température minimale moyenne (°C)     | 0,9            | 0,9             | 3,4            | 5,7           | 9,5             | 13            | 14,9          | 14,8         | 11,1           | 8,2           | 4,1             | 1,6              | 7,3      |
| Température moyenne (°C)              | 3,7            | 4,4             | 7,9            | 10,7          | 14,6            | 18,3          | 20,5          | 20,4         | 16,3           | 12,2          | 7,2             | 4,3              | 11,7     |
| Température maximale moyenne (°C)     | 6,5            | 7,8             | 12,4           | 15,6          | 19,6            | 23,6          | 26,1          | 26           | 21,4           | 16,3          | 10,3            | 7                | 16,1     |
| Record de froid (°C) date du record   | −19 16.01.1985 | −14 07.02.12    | −12,5 01.03.05 | −5 17.04.12   | −0,3 08.05.1974 | 3 04.06.01    | 4,5 31.07.15  | 1 17.08.1970 | 0,7 26.09.1972 | −4 29.10.12   | −8,3 22.11.1998 | −12,2 03.12.1973 | −19 1985 |
| Record de chaleur (°C) date du record | 17,9 01.01.23  | 21,6 24.02.1990 | 25 25.03.1981  | 29,5 27.04.08 | 32,5 30.05.01   | 39,5 27.06.19 | 42 31.07.1983 | 40 12.08.03  | 35 10.09.11    | 30 02.10.1985 | 22,7 01.11.1968 | 21 16.12.1989    | 42 1983  |
| Précipitations (mm)                   | 63             | 49,8            | 52,1           | 70,4          | 86,9            | 73,7          | 74,2          | 76,3         | 74,2           | 80,8          | 85,9            | 69,9             | 857,2    |

## Urbanisme

### Typologie
Au 1er janvier 2024, Saint-Léon est catégorisée commune rurale à habitat dispersé, selon la nouvelle grille communale de densité à 7 niveaux définie par l'Insee en 2022.
Elle est située hors unité urbaine et hors attraction des villes,.

### Occupation des sols

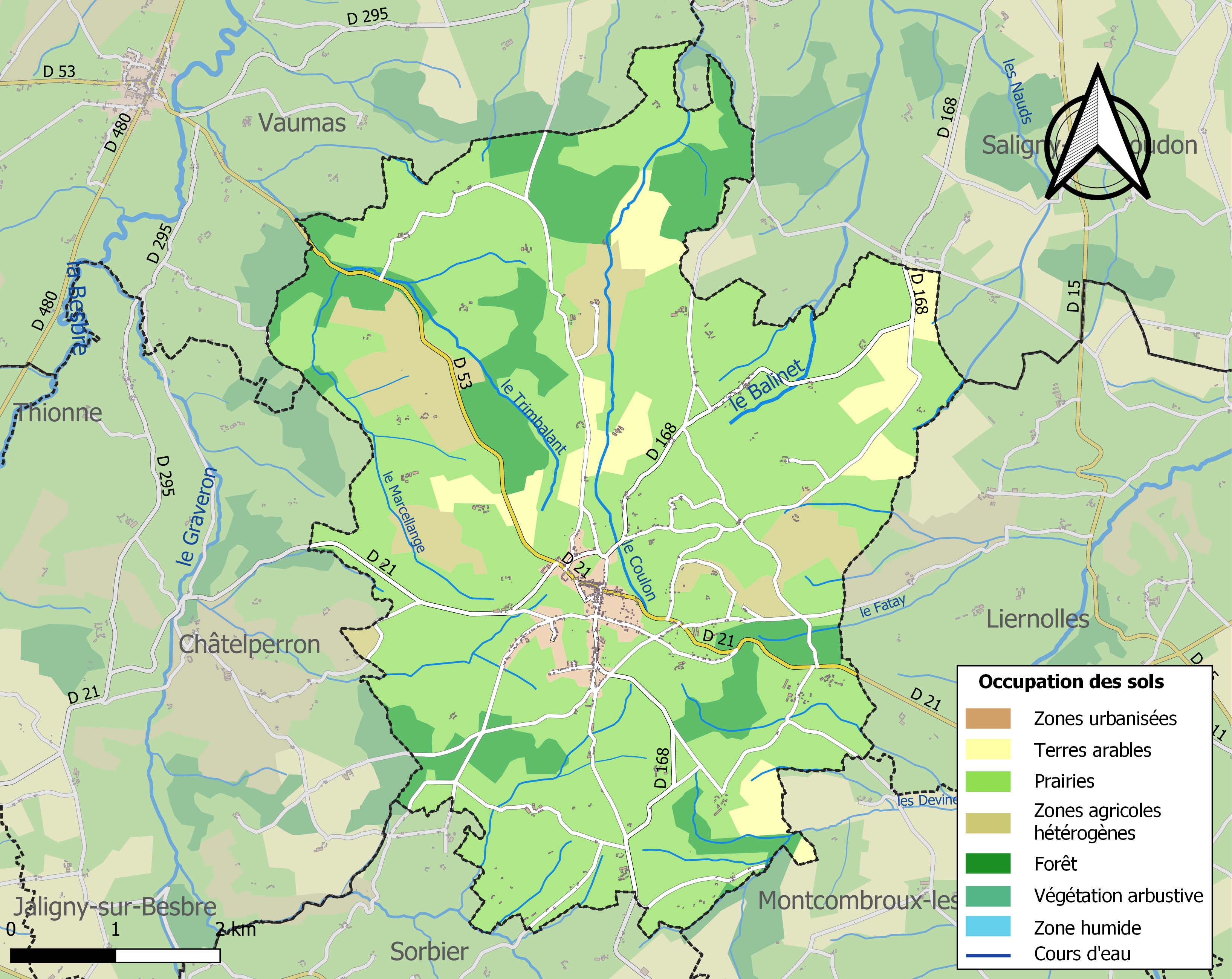
Carte des infrastructures et de l'occupation des sols de la commune en 2018 (CLC).

L'occupation des sols de la commune, telle qu'elle ressort de la base de données européenne d’occupation biophysique des sols Corine Land Cover (CLC), est marquée par l'importance des territoires agricoles (82,9 % en 2018), en diminution par rapport à 1990 (84,7 %). La répartition détaillée en 2018 est la suivante : 
prairies (68,3 %), forêts (14,9 %), zones agricoles hétérogènes (8,1 %), terres arables (6,6 %), zones urbanisées (2,2 %).
L'IGN met par ailleurs à disposition un outil en ligne permettant de comparer l'évolution dans le temps de l'occupation des sols de la commune (ou de territoires à des échelles différentes). Plusieurs époques sont accessibles sous forme de cartes ou photos aériennes : la carte de Cassini (XVIIIe siècle), la carte d'état-major (1820-1866) et la période actuelle (1950 à aujourd'hui).

## Histoire
Voisine de quatre kilomètres de Châtelperron, où se trouvait une fabrique de silex taillé et qui a donné son nom à la période castelperronienne, Saint-Léon n'a pas gardé de trace de la préhistoire néolithique (35 000 ans av. J.-C.), si ce n'est quelques objets taillés.

### Au Moyen Âge et pendant l'Ancien Régime
Un petit prieuré roman s'établit en haut du puy Saint-Ambroise aux environs du XIe siècle avec une communauté de moines. Ces moines défrichèrent la forêt de chênes au sommet du puy pour construire le prieuré. Ils cultivèrent la vigne (qu'ils faisaient venir de Bourgogne) sur les pentes, plantèrent des noyers, eurent des troupeaux. Au XIIe siècle, le prieuré est sous la dépendance de l'abbaye de Mozat. Au cours du XIIIe siècle, l'abbaye-mère de Mozat ayant accepté de passer dans le giron de l'abbaye de Cluny, les moines du prieuré Saint-Ambroise-des-Monts (ancien nom du prieuré) durent se plier à la règle de saint Benoît. Au cours des siècles, cette communauté s'enrichit de nombreuses propriétés et devint prospère, jusqu'à sa disparition à la Révolution.
Une foire à « la Montagne » avait lieu au sommet du puy Saint-Ambroise une fois par an, le lendemain de l'Ascension, attirant plusieurs centaines de marchands. Elle fut abandonnée à la fin du XIXe siècle, après 400 ans de présence.
Au XVIIIe siècle, la paroisse est constituée de cinq fiefs : celui du prieuré du puy Saint-Ambroise, administré par le prieur Jean-Charles Marcotte, celui de la Faye appartenant à François Jacob, bourgeois à Saint-Léon, celui de Chailloux, dont a hérité le sieur Préveraud vivant au Donjon, celui de Coulon appartenant au sieur Deguet, bourgeois à Saint-Léon, et celui dont a hérité le marquis Desgouttes, résidant à Moulins.
En 1722, la paroisse de Saint-Léon comptait 77 feux ou foyers (en comparaison, 84 feux pour Liernolles) pour 193 personnes qui étaient sujettes à l'impôt, la taille (152 à Liernolles) ; les terres étaient utilisées pour le seigle, la vigne, le pacage et le bois.

### La fin des Temps modernes et le début de l'époque contemporaine: la démocratie au village

#### La Révolution de 1789
La paroisse de Saint-Léon devient une commune. La loi du 14 décembre 1789 votée par les députés de l'Assemblée nationale constituante démocratise la vie locale : la commune, le district (du Donjon, pour Saint-Léon) et le département sont créés pour être dirigés par des personnes élues ; les électeurs sont les hommes, citoyens actifs, c'est-à-dire des contribuables payant une contribution égale au moins à trois journées de travail ; aux côtés des anciens notables, de nouveaux s'affirment au niveau communal, départemental, voire national.
Le premier maire fut Benoît Crouzier au sein d'un conseil général composé notamment de trois officiers municipaux (MM Calmin, Chalmoux, Chassot) et d'un procureur (M.Lachaud) ; Maître Crouzier décède, à 70 ans, le 4 août 1791. Le registre des baptêmes, mariages, sépultures est toujours tenu par Roux, curé de la paroisse Saint-Léon.
Le 7 novembre 1792, le maire Blaise Talon, sous l'autorité du district, enregistre son premier acte d'état civil républicain, sur le registre récupéré "en la maison du ministre du culte catholique". La République laïque se met en place.
Le 15 décembre 1792, c'est Jean Vayolle, maître boulanger, qui s'occupe de l'état civil, comme membre du conseil général de la commune ; il est remplacé un temps, fin 1795, par l'adjoint Benoît Crouzier, fermier à la Douare, "substitut de l'agent municipal" ; Jean Vayolle reprend cette fonction jusqu'en 1805, année de son décès. C'est alors le maire, Meilheurat qui tient l'état civil jusqu'en 1813. Depuis l'arrivée au pouvoir de Napoléon Bonaparte, les maires sont désignés par le représentant de l’État, pour Saint-Léon, le sous-préfet de l'arrondissement de La Palisse.
Du 7 décembre 1793 au 30 août 1795, les actes de l'état civil ont porté le nouveau nom de la commune : Puy la Montagne, du district du Val libre ; la laïcisation de cette France républicaine était à son paroxysme.

#### Un député de la nation, originaire de Saint-Léon: le Conventionnel Beauchamp (1761-1842)
Joseph Beauchamp est né le 26 août 1761 à Jonzy, une paroisse du Brionnais, à l'est du Bourbonnais ; ses parents sont « bourgeois » selon l'enregistrement du baptême fait par le prêtre Beauchamp ; un autre fils naît en 1773 (il décèdera à Saint-Léon en 1852). La famille est apparentée avec le secrétaire de l'Archevêché de Lyon et avec la famille Préveraud, propriétaire sur les paroisses de Montaiguët et le Donjon. Les Beauchamp possèdent entre autres une propriété à Monétay.
Joseph Beauchamp en septembre 1791, vit au Donjon où il exerce la fonction de juge du tribunal du district ; il est l'un de ces notables ayant profité de la Révolution Le 13 septembre, à Saint-Léon, il se marie à 30 ans avec Gilberte Jacob, fille d'un grand propriétaire de la commune ; les deux pères sont déjà décédés. Le couple s'installe dans la propriété de Rezoles, où naît le 10 juillet 1792, leur fils Philibert.
Le 10 août 1792, à Paris, à la suite de l'attaque du Château des Tuileries par le peuple de Paris, aidé de certains fédérés venus de tout le pays, le roi Louis XVI et sa famille sont mis en prison ; des élections sont organisées pour désigner une nouvelle assemblée : 749 députés doivent être élus au suffrage universel (les hommes de moins de 21 ans, les femmes, les domestiques et les individus non domiciliés et sans revenus sont exclus du vote). Le 26 août, les électeurs de chaque commune désignent des délégués qui, pour le département, se réunissent au Donjon, le 2 septembre, afin d'élire parmi eux, sept députés. Joseph Beauchamp est élu en 6e position ; à 31 ans, il est le plus jeune ; avec lui, sont désignés un imprimeur de Moulins, un avocat de Vichy, un autre de Montluçon, un notaire de Saint-Pourçain sur Sioule, un autre de Bourbon l'Archambault et un administrateur de Montmarault. L'après-midi du jeudi 20 septembre, à Paris, 371 députés sont déjà présents et forment la Convention nationale; c'est la naissance de la 1re République en France.
Les 16 et 17 janvier 1793, à la Convention, lors du vote de la peine à infliger à l'ex-roi reconnu coupable de trahison, quatre députés de l'Allier votent la mort immédiate, un vote la mort avec sursis, un s'abstient et Beauchamp est « absent » ; c'est-à-dire qu'il a été envoyé en mission dans le pays, au nom de la Convention, comme 14 autres députés. Le 24 juin 1793, Joseph Beauchamp est élu au Comité des décrets de la Convention, mais le 26 juin, il adresse une lettre à la Convention, demandant un congé d'un mois : « Je suis accablé d'infirmités qui ne cessent d'augmenter depuis deux mois. Je suis réduit à ne pouvoir ni assister aux séances, ni m'occuper d'affaires. (...) Je prie donc l'Assemblée de vouloir m'accorder la permission de me retirer pendant un mois dans le district de Donjon que j'habite, pour y entreprendre, avec plus de succès qu'à Paris, le rétablissement de ma santé. Elle exige des soins qui ne sont praticables qu'à la campagne ; sans cela je n'eusse pas conçu le dessein d'abandonner mon poste que j'ai constamment occupé depuis le 20 septembre ». Cette demande de congé lui est refusée, car en Vendée, débute la guerre civile et qu'ailleurs des révoltes éclatent après l'arrestation des députés Girondins à la Convention.
Le 26 octobre 1795, son mandat s'achève et il est désigné pour rejoindre la nouvelle assemblée, le Conseil des Cinq-Cents ; il refuse ; il ne l'intégrera qu'à la suite du vote des électeurs en avril 1799, pour quelques mois et jouera un rôle politique pendant le 1er Empire.

#### Un citoyen de Saint-Léon dans les armées de la République puis de Napoléon1er
Charles Antoine Belot (ou Blot) est né en la paroisse de Montpeyroux, près de Saint-Léon, le 13 mai 1776 ; il est le fils de Nicolas Belot, meunier et de Madeleine Cury, parents d’un autre fils, Jean, né en 1775. Il est adolescent lors de la Révolution et est âgé de 18 ans en mai 1794, alors que la République est en guerre contre toutes les monarchies voisines ; face à cela, depuis août 1793, les députés de la Convention ont imposé la levée en masse de tous les célibataires de 18 à 25 ans.
Au printemps 1798, Belot, âgé de 22 ans, est marin à Toulon sur un vaisseau de 74 canons, nommé l'Aquilon. Ce bateau fait partie de la flotte française qui, à partir du 20 mai, transporte plus de 32 000 hommes commandés par le Général Bonaparte ; il dirige après ses succès en Italie, au nom de la République, l'Armée d’Angleterre (bientôt baptisée Armée d’Orient) qu’il va amener secrètement en Égypte.
Le 1er juillet 1798, les Français débarquent près d'Alexandrie. Les Anglais réagissent et détruisent une grande partie de la flotte française à Aboukir, les 2 et 3 août ; l'Aquilon endommagé, est capturé ; de nombreux marins sont à terre, sans affectation et donc vont être incorporés à l'infanterie : c'est le cas d’Antoine Belot qui est engagé dans la 4ème compagnie du 2ème bataillon de la 69ème demi-brigade  : il a le matricule 3480 et mesure 1.55m ; dans sa compagnie, 17 autres marins ont été incorporés. De juillet 1798 à juin 1801, 58 hommes de cette compagnie participèrent aux combats contre les Turcs, alliés des Anglais, d'Alexandrie à Saint-Jean d’Acre : 25 meurent au combat ou de la peste (9 cas).
À l'automne 1801, deux ans après leur Général en chef, les 14 000 survivants de l’Armée d’Orient reviennent en France, après les accords signés avec les Anglais. Les soldats de la demi-brigade en service depuis 1791, purent demander leur congé, les autres, dont Belot, furent placés en garnison dans l’Est de la France.
Le 24 sept. 1803, la 69e demi-brigade devient le 69e Régiment de ligne, bientôt intégré à la 1re Grande armée, stationnée au Camp de Montreuil afin de préparer l’invasion de la Grande Bretagne. Belot, âgé de 28 ans, est placé dans une compagnie de voltigeurs, groupe composé de conscrits plus petits (qui échappaient à la conscription jusqu'alors) agissant en avant des autres fantassins. Le rôle de Belot fut sans doute, d’encadrer ces jeunes recrues. À partir d’août 1805, après l’abandon du projet d'invasion, la Grande armée affronte la 3e coalition formée contre l'Empereur Napoléon. Le 4 nov. 1805, Belot est blessé dans le Tyrol autrichien, au fort de Leutasch, lorsque son régiment s'empare de ce verrou défendu par 750 autrichiens, permettant ainsi la prise d’Innsbruck.
En 1806, sous le commandement du Maréchal Ney, les régiments du 6e corps sont engagés en Prusse et participe à la bataille d'Iéna et à l'occupation de Berlin le 17 novembre 1806 ; puis ils combattent les Russes le 8 février 1807, à Eylau, près de la mer Baltique ; c’est pour avoir participé à cette bataille que Belot est fait chevalier de la Légion d’honneur, le 4 avril, comme huit autres hommes du régiment. Enfin le 14 juin 1807, le 69ème Régiment va jouer un rôle essentiel dans la victoire de Friedland, toujours dans cette partie Est de la Prusse. Cette victoire marque l'apogée de l’Empire : à leur tour, les Russes signent la paix.
- Le 22 sept. 1808, à 35 ans, au bout de plus de 10 ans de service militaire, Antoine Belot demande et obtient son congé de l’armée, alors que son régiment traverse la France pour rejoindre l’Espagne. Il déclare se retirer à Saint-Léon mais vivra près de son père, propriétaire à Melleret, au Donjon. C'est là qu'il se marie le 18 juillet 1809, avec Jeanne Brevard, veuve, aubergiste, âgée de 37 ans. En mai 1815, Belot est membre du collège électoral de l'arrondissement de Lapalisse. Il meurt à 50 ans, le 5 mai 1823.

#### Joseph Beauchamp, un partisan de Napoléon Bonaparte puis de Louis-Philippe
À la suite du Coup d'État du Général Bonaparte, Joseph Beauchamp, 38 ans, est désigné membre du Corps législatif à Paris, en même temps qu'un ancien serviteur de l'Ancien Régime, originaire de Souvigny et qu'un avocat de Montluçon ; tous les trois garderont leur siège jusqu'en 1814; cette assemblée n'avait que le rôle d'approuver ou non les lois proposées par l'exécutif. Le 1er janvier 1813, Joseph Beauchamp, 51 ans, est nommé maire de Saint-Léon ; il le restera jusqu'au 1er janvier 1816, date de son remplacement par M.Deguet de Marcellange : l'avènement de Louis XVIII, roi de France, amena aussi un changement du personnel politique au niveau local.
En septembre 1830, au début du règne de Louis-Philippe, roi des Français, Joseph Beauchamp, 69 ans, est désigné comme maire : ce mandat sera confirmé après l'élection des conseillers municipaux par les citoyens actifs de la commune, selon la loi du 21 mars 1831. En 1836, lors du 1er recensement organisé (la commune compte 973 habitants), Joseph Beauchamp vit avec son épouse et quatre domestiques ; il meurt le 25 février 1842, à 80 ans, au château de la Voulte ; l'adjoint Meilheurat fait office de maire jusqu'à la désignation de Philibert Beauchamp, 50 ans. Après la Révolution de février 1848 et la proclamation de la Deuxième République, il est remplacé le 14 mars, comme maire par son cousin, Charles Jacob, 53 ans, notaire et propriétaire.
Une rue de Saint-Léon rend hommage à J.Beauchamp : la rue du Conventionnel Beauchamp.

#### Un démocrate-socialiste à Saint-Léon pendant la Deuxième République (1848-1851): Billard le Proscrit
Gilbert Billard (né en 1816) sera élu maire, puis condamné pour son action politique et finira sa vie aux États-Unis. Une rue de Saint-Léon porte le nom de Gilbert Billard, depuis le début du 20e s.
Sa famille est originaire de la paroisse d'Andelaroche ; c'est son oncle Gilbert (né en 1782) qui est venu s'installer à Saint-Léon : en 1813, il était un domestique de Joseph Beauchamp, lorsque celui-ci redevint maire ; en effet, le nom et la signature Billard apparaissent sur plusieurs actes d'état civil, en qualité de témoin. À l'époque le registre est au domicile du maire. Gilbert Billard (né en 1782) épouse le 25 juin 1813 à Saint-Léon, une domestique travaillant à Saligny, puis quitte le service de J.Beauchamp. Son frère, Charles Billard (né en 1789), ancien soldat, le rejoint puis se marie à Saint-Léon le 15 août 1815, avec Marguerite Vayolle, fille de Jean, l'ancien boulanger. Ils ont un fils le 20 mai 1816, Gilbert, qui sera donc éduqué par deux hommes sachant lire et écrire, l'un, ancien domestique d'un député et l'autre, ancien soldat de l'Empire.
Gilbert Billard (né en 1816) se marie en 1839 à 23 ans, avec Antoinette Bruet, 19 ans, à St Pourçain sur Besbre ; ils ont vécu dans la commune voisine de Vaumas, où Gilbert fut boulanger ; jusqu’en 1845, trois garçons naissent : un seul survit, François. Ils viennent s’installer à Saint-Léon, au bourg en 1846, où naît un second fils, Benoît. Après la Révolution de 1848, fin juillet, lors des premières élections municipales au suffrage universel masculin, Gilbert Billard est élu maire ; il a 32 ans et prend la place de M. Jacob, grand propriétaire logeant au château de Lafont. En juillet 1851, G.Billard est recensé, avec sa femme, ses deux fils et une domestique, comme propriétaire agricole au Puy ; une autre famille de locataire, vit dans ces bâtiments de l'ancien prieuré (à cette date, la commune compte 1058 habitants).
G. Billard n'a assuré ses fonctions de maire que jusqu'à la fin du mois de décembre 1848 : ses idées démocrates socialistes lui valent d'être révoqué par les autorités du département ; par exemple, le 3 décembre 1848, pour préparer la future élection présidentielle, il a participé à un banquet au Donjon, où il a porté le toast suivant : « à la République honnête, c’est-à-dire à la République indivisible, démocratique et sociale » ; il est en relation avec les militants du Donjon : plusieurs personnalités influentes par leur position sociale, qui vont s’opposer aux actions du gouvernement du Président L-N. Bonaparte, élu le 10 décembre 1848 : le docteur Terrier, le notaire Perrier, le médecin Denolhac, les grands propriétaires Gallay, Fagot, Préveraud, etc. ; en avril 1849, G.Billard organise un banquet à Saint-Léon, réunissant une soixantaine de convives, au cours duquel sont proférés ces cris : « à bas les blancs, à bas les riches, à bas les bourgeois ». L'évolution de vie politique de la République débouche sur une bipolarisation : les Républicains se radicalisent (qualifiés de ‘Rouges’) face aux conservateurs, partisans du Président, qui accroissent leur contrôle sur le pays (qualifiés de ‘Blancs’).
Le 3 décembre 1851, la nouvelle du coup d’État mené la veille à Paris, par le Président de la République, avant la fin de son unique mandat, arrive au Donjon ; le tocsin y est sonné afin que la nouvelle se diffuse. G.Billard ainsi prévenu, vient au Donjon. Une insurrection s’y organise dans la nuit, pour défendre la Constitution violée par le Président ; l'objectif est de se rendre à Lapalisse pour s'emparer de la sous-préfecture ; G.Billard revient à Saint-Léon pour agir depuis sa commune : il réunit une trentaine de personnes dans la nuit (artisans, paysans et sabotiers), se donne le titre de ‘commissaire du gouvernement provisoire’, installe une barricade dans la rue principale, mais le maire C.Jacob (nommé depuis avril 1849) parvient à la faire détruire ; G.Billard, le jeudi 4 décembre, dirige une colonne d'insurgés sur Jaligny, chef-lieu de canton ; les interrogatoires menés par la Commission mixte et par le Conseil de guerre en 1852, lui attribuent ces propos : « en route Billard nous a dit que les paysans ne paieraient plus qu’une journée de prestation, que les bourgeois donneraient le reste (…) que c’est bien le temps qu’on en finisse d’eux »; ainsi ils arrêtent le maire Collas de Châtelperron puis à Jaligny, arrêtent le maire Couvreux, avec l’aide des Républicains locaux. Des troupes arrivant de Moulins et de Cusset sont annoncées : les insurgés sont trop peu nombreux, d'autant plus que des habitants du département se mobilisent pour leur résister ; ainsi treize hommes de Saint-Léon dirigés par le maire M.Jacob rejoignent la Garde nationale, partie de Moulins. A Lapalisse, les insurgés venus du Donjon, maîtres de la ville, se dispersent. Trois cents individus seront arrêtés dans cet arrondissement par les forces armées : Billard est arrêté en possession d'armes chargées.

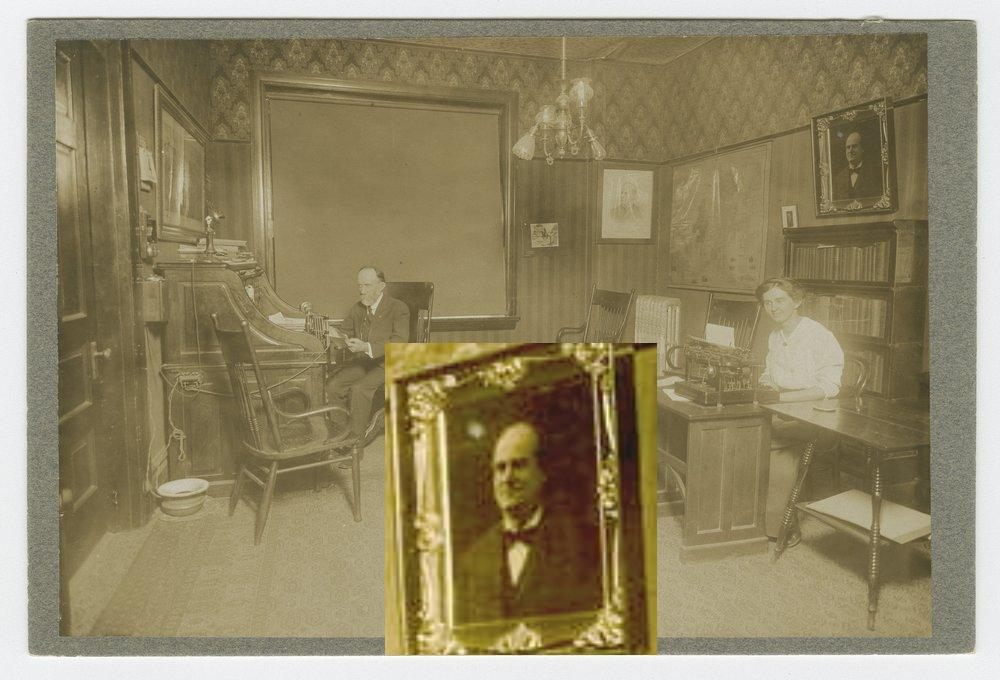
J.B.Billard en 1911, dans son bureau de maire de Topeka, Kansas, États-Unis.

Cette action et le fait d'« être un grand agitateur de la contrée » vaudront à Gilbert Billard le 5 mars 1852, de faire partie des 13 habitants de l’Allier condamnés à la déportation dans une colonie française, en Guyane. Comme des centaines de condamnés à la déportation en Algérie voire en Guyane, Billard est conduit par Paris, au Havre où un bateau l'amène à Brest ; les condamnés sont alors répartis sur différents navires selon leur destination. Billard est embarqué à Brest le 29 mai sur l'Erigone ; il débarque de cette frégate le 27 juin pour être placé dans une petite île située à 5 km de Cayenne. Un établissement pénitentiaire a été créé sur l'Ilet la Mère, grâce à la loi du 8 décembre 1851, justement pour accueillir les républicains les plus sévèrement condamnés. Le 12 septembre 1852, G.Billard s'en évade et se réfugie en Guyane hollandaise. Il ira vivre aux États-Unis où sa famille le rejoindra. Dans le Kansas, à Topeka, il a fait partie des premiers pionniers à s'installer dans ces territoires indiens, avec au moins un autre français ayant lutté contre le coup d’État. G.Billard meurt à Topeka, en 1870, à l'âge de 53 ans. Son fils, Jules Benoît, né à Saint-Léon en 1846, deviendra le maire de cette capitale de l’État du Kansas, de 1910 à 1914. Une avenue de cette ville porte le nom de Billard, à l'Ouest de l’endroit où Gilbert s'était installé le 28 août 1854. Un aéroport de la ville porte le nom d’un de ses petits-fils, Philip Billard, pilote d’avion de l'armée américaine, mort en s’entraînant en France, à Issoudun, le 24 juillet 1918 avant de partir pour le front.

#### Des habitants de Saint-Léon, victimes de leurs idées démocratiques en 1852[44]
Dès le 18 décembre 1851, alors que le département est en État de siège, plusieurs mesures sont prises: les biens des chefs de l’insurrection des 3 et 4 décembre sont placés sous séquestre : c’est le cas de la petite propriété de Gilbert Billard ; en plus des individus déjà emprisonnés à Moulins, 57 sont recherchés dans les cantons du Donjon, de Jaligny et de Lapalisse ; à St Léon, cinq ‘inculpés’ manquent dont Claude Mussier (60 ans, présenté comme le commissionnaire de Billard) et Charles Dupuy (50 ans), journaliers aux Devines. Finalement au début de l’année 1852, outre Gilbert Billard, 13 citoyens de la commune sont jugés ; les fonctionnaires et les militaires de l’État bonapartiste leur reprochent d’avoir manifesté des idées trop subversives depuis 1848 et (ou) d’avoir participé à l’insurrection :
L'engagement de ces hommes fut souvent une affaire de voisinage :
- six d'entre eux d’entre eux vivaient dans le Bourg, en étant voisins : ainsi Gilbert Sennepin (39 ans) et Jean Fréty (50 ans) ; un peu plus haut dans la Grande rue, vivait Guillaume Talon (43 ans) ; dans le quartier des Gaillards, étaient Jean Magnet (54 ans) et Bonnet Barge (43 ans), pas très loin de Claude Curry (43 ans) ;
- cinq prévenus vivaient au hameau des Devines, en voisins : François Dufour (63 ans), son fils Gilbert (32 ans), Pierre Gay (42 ans), son beau-frère Gilbert Beauffety (52 ans) et Simon Auclair (35 ans) ;
- Gilbert Billard (36 ans) est propriétaire au Puy dans les bâtiments de l'ancien prieuré et a comme locataire Blaise Bion (25 ans). Le dernier prévenu François Jandard (53 ans) vit à Montpeyroux : son dossier le présente comme propagandiste, entraîné.

L'engagement de ces hommes n'a rien à voir avec un agissement inconsidéré :
La moyenne d'âge est de 43,5 ans ; ce sont des hommes établis : 12 sur 14 sont mariés et ont des enfants ; ils exercent pour la plupart des métiers peu qualifiés (3 journaliers, 3 sabotiers, 1 tisserand, 1 carrier) mais il y a 1 maréchal-ferrant, 2 charpentiers et 3 petits propriétaires terriens.
L'engagement de ces hommes est un acquis de l'établissement du suffrage universel masculin en 1848 :
Ils se mobilisent pour défendre cette République qui a fait d'eux des citoyens et qui est porteuse d'espoirs sociaux, face aux notables locaux. Ils sont aussi sous l'influence de leur ancien maire, Billard. Parmi ces prévenus, ne se trouve aucun métayer, alors que c'est une profession très présente ; le droit du citoyen pèse peu face au droit du propriétaire, notamment de la famille Jacob.
L'engagement de ces hommes va coûter cher à certains :
- aucun n’est acquitté mais six sont remis en liberté, sous surveillance : Jandard, Dufour père et fils., Barge, ainsi que Magnet et Auclair (bénéficiaires d’une mesure de grâce, après une 1re condamnation au transport en Algérie) ;
- trois sont internés pour une courte période dans un autre département : Sennepin, Fréty (Puy-de-Dôme) et Bion (Nord) ;
- trois sont transportés en Algérie, comme main d’œuvre dans le cadre de la colonisation débutante de ce territoire (pour une période effective de moins de 2 ans) : Beauffety, Curry et Gay ;
- deux sont déportés en Guyane, car ayant utilisé des armes lors de l’insurrection et ayant un casier judiciaire : Guillaume Talon sera embarqué à Brest, un mois avant Gilbert Billard ; son métier de charpentier lui vaut de faire partie des 13 détenus politiques qui accompagnent les détenus de droits communs relégués en Guyane, après la fermeture des bagnes de métropole ; ils vont aménager l’île la Mère pour les autres déportés politiques. Talon reste prisonnier jusqu’en janvier 1855, car alors il bénéficie d’une grâce partielle mais il meurt à Cayenne, de la fièvre jaune, le 13 septembre 1855, à 46 ans.

Au recensement de 1856, quatre ans après cette répression, les familles Billard et Bion ne sont plus présentes au Puy ; celles des insurgés du Bourg ne sont pas recensées (à part celle de Fréty) ; seuls les prévenus du hameau des Devines vivent toujours dans leur locaterie.

### Avec la Troisième République, un village démocratique (1870-1940)

#### En 1936-1937, le village au temps du Front populaire
Lors du 1er tour des élections législatives du 26 avril 1936, six candidats se présentent devant les électeurs dans l’arrondissement de Lapalisse. Ces élections se déroulent dans un contexte de crise économique, doublée d’une contestation de la République parlementaire par les ligues d’extrême droite, alors que des tensions internationales existent en Europe, avec les actions des Nazis en Allemagne et des Fascistes en Italie. Face à cela, les partis politiques de Gauche ont créé le Front populaire, avec un programme commun et l’obligation pour les candidats de ces partis de se désister en faveur du mieux placé d’entre eux, dans chaque circonscription.
Pour celle de Lapalisse, c'est le candidat de la S.F.I.O., M. Barbier, qui arrive en tête (35,8 % des voix) devant le député sortant, M. Lamoureux, candidat Radical-Socialiste (30,9 %) et en 3ème position, le candidat communiste (12,7%) ; l'ancrage à gauche de cette partie Est du département se confirme : le candidat de la Droite n'obtient que 13,4 % des voix. Pour la commune de Saint-Léon, cette orientation est encore plus nette : Barbier, obtenant 44,1 %, alors qu'un autre socialiste, par ailleurs conseiller général, obtient 16.2 % des voix. Pour ce scrutin, 14,2 % des électeurs se sont abstenus (15,2 % pour l'ensemble de l'arrondissement).
Lors du second tour, le 3 mai 1936 : le candidat du Front populaire, M. Barbier, gagne largement : 66.2% des voix contre 25.3% au candidat de droite. A Saint-Léon, son succès est encore plus net : 80,3 % contre 9,45 %. Pour le département de l’Allier, les six députés appartiennent au Front populaire et sont socialistes. Le député de la circonscription de Lapalisse démissionnera de ses fonctions, pour raisons personnelles, dès septembre 1936 ; le 3 janvier 1937, pour le remplacer, les électeurs choisissent le vaincu du 26 avril, M. Lamoureux, Radical-Socialiste : 50,7 % des voix alors que son opposant de la S.F.I.O. obtient 47,5 % ; à Saint-Léon, le résultat est tout autre : le socialiste reçoit 66.1% des suffrages, contre 33,5 % au futur député, avec une participation plus importante. En fait, M. Lamoureux n'a été en tête que dans trois cantons : le Mayet de Montagne, Cusset et Vichy.
M. Lamoureux, député de la circonscription de Lapalisse, le 10 juillet 1940, alors que la France est envahie par l'armée allemande, votera les pleins pouvoirs au Maréchal P. Pétain, tout comme trois autres députés ; au contraire, le député socialiste Thivrier et le député communiste Jardon, élu après la démission de Marx Dormoy, voteront contre l’établissement de cette dictature.

### En 1945, le retour de la démocratie au village
Le 29 avril 1945, alors que les combats se terminent en Allemagne, le 1er tour des élections municipales a lieu en France ; les femmes devenues citoyennes votent et ont même deux élues sur douze, au Conseil municipal de St-Léon ; la liste du Groupe socialiste est élue dès ce 1er tour ; sur 698 inscrits, 533 habitants ont voté : Messieurs Segaud, Pacaud et Devaux ont obtenu 350 voix, puis suivent Messieurs Laforest, Périchon, Devaux Fr., Pelletier, Lasset, Charrondière, Béguin et donc deux femmes : Guerrier Franciane et Tain Francine.
Le 21 octobre 1945, après la fin de la guerre en Europe puis dans le Pacifique, les citoyennes et les citoyens de Saint-Léon participent à la vie de la nation, lors des élections organisées par le Gouvernement provisoire de la République française présidé par le Général de Gaulle :                    
- elles et ils valident le choix d’une Assemblée nationale constituante lors du référendum ; 92,6 % des habitants ont répondu Oui (86 % au Donjon, 95,3 % dans l’Allier et 96 % en métropole)[53].
- elles et ils désignent lors de l’élection législative, cinq députés de l'Allier pour siéger à Paris, dans cette Assemblée ; à Saint-Léon, près de 9 électeurs sur 10 votent pour des partis qui veulent instaurer le socialisme, soit dans son orientation démocratique (45,6 % des voix pour les socialistes de la S.F.I.O ; 43,2 % au Donjon), soit dans son orientation communiste (43,5 % des voix pour le P.C.F. ; 23,1 % au Donjon). C’est un résultat plus à gauche que celui du département : dans l'Allier, les deux candidats socialistes sont élus avec 38,3 %, les deux candidats communistes avec 38 % des voix et un candidat M.R.P., avec 19,8 %. C’est un résultat plus à gauche que pour l’ensemble de la France : sur les 522 députés élus, les trois principaux partis sont les socialistes, 147 élus, les communistes, 142 élus et les démocrates chrétiens du M.R.P., 140 élus[54].

Au même moment, le Conseil général du département, nouvellement désigné, est composé de 20 socialistes (dont le représentant du canton du Donjon), 5 communistes (dont le représentant du canton de Jaligny), 1 radical et 3 indépendants.

## Politique et administration

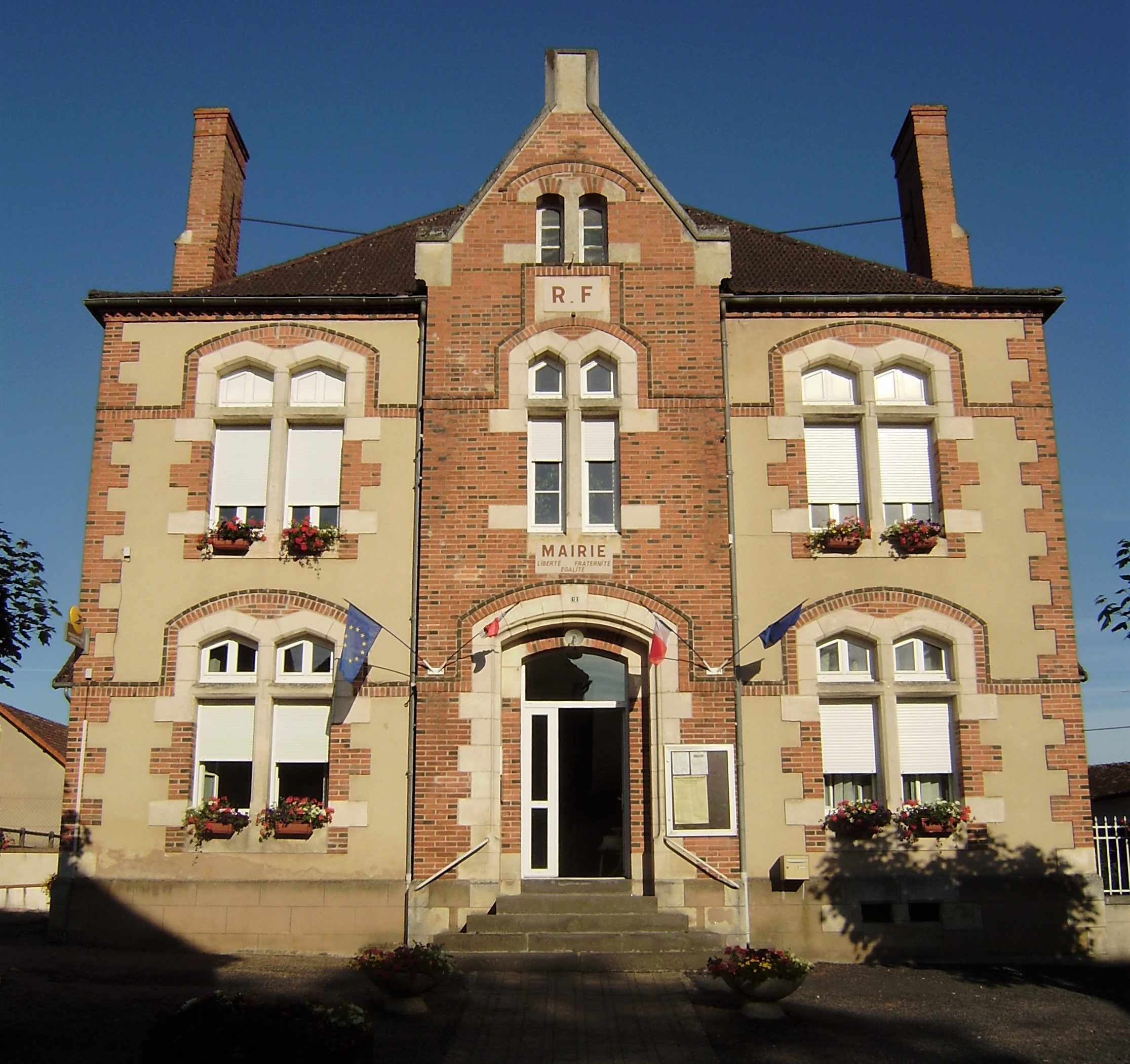
La mairie.

| Période                                  | Période                      | Identité         | Étiquette | Qualité                            |
| ---------------------------------------- | ---------------------------- | ---------------- | --------- | ---------------------------------- |
| Les données manquantes sont à compléter. |                              |                  |           |                                    |
| 1965                                     | 1995                         | Raymond Devaux   |           | Exploitant agricole                |
| 1995                                     | mars 2008                    | Marcel Thain     |           |                                    |
| mars 2008                                | En cours (au 8 juillet 2020) | Christian Lafaye |           | Ingénieur réélu en 2014 et en 2020 |

## Population et société

### Démographie
L'évolution du nombre d'habitants est connue à travers les recensements de la population effectués dans la commune depuis 1793. Pour les communes de moins de 10 000 habitants, une enquête de recensement portant sur toute la population est réalisée tous les cinq ans, les populations de référence des années intermédiaires étant quant à elles estimées par interpolation ou extrapolation. Pour la commune, le premier recensement exhaustif entrant dans le cadre du nouveau dispositif a été réalisé en 2007.

En 2022, la commune comptait 533 habitants, en évolution de −7,3 % par rapport à 2016 (Allier : −1,38 %, France hors Mayotte : +2,11 %).
| 1793 | 1800 | 1806 | 1821 | 1831 | 1836 | 1841 | 1846  | 1851  |
| ---- | ---- | ---- | ---- | ---- | ---- | ---- | ----- | ----- |
| 861  | 665  | 835  | 899  | 921  | 973  | 999  | 1 011 | 1 058 |

| 1856  | 1861  | 1866  | 1872  | 1876  | 1881  | 1886  | 1891  | 1896  |
| ----- | ----- | ----- | ----- | ----- | ----- | ----- | ----- | ----- |
| 1 006 | 1 083 | 1 187 | 1 216 | 1 354 | 1 434 | 1 431 | 1 416 | 1 426 |

| 1901  | 1906  | 1911  | 1921  | 1926  | 1931  | 1936  | 1946 | 1954 |
| ----- | ----- | ----- | ----- | ----- | ----- | ----- | ---- | ---- |
| 1 356 | 1 389 | 1 332 | 1 097 | 1 054 | 1 037 | 1 011 | 965  | 920  |

| 1962 | 1968 | 1975 | 1982 | 1990 | 1999 | 2006 | 2007 | 2012 |
| ---- | ---- | ---- | ---- | ---- | ---- | ---- | ---- | ---- |
| 923  | 893  | 858  | 773  | 721  | 652  | 612  | 607  | 614  |

| 2017 | 2022 | - | - | - | - | - | - | - |
| ---- | ---- | - | - | - | - | - | - | - |
| 549  | 533  | - | - | - | - | - | - | - |

## Économie
Dans ce village essentiellement agricole, l'élevage de bovins charolais est dominant, on note aussi plusieurs élevages de volailles

## Culture locale et patrimoine

### Lieux et monuments

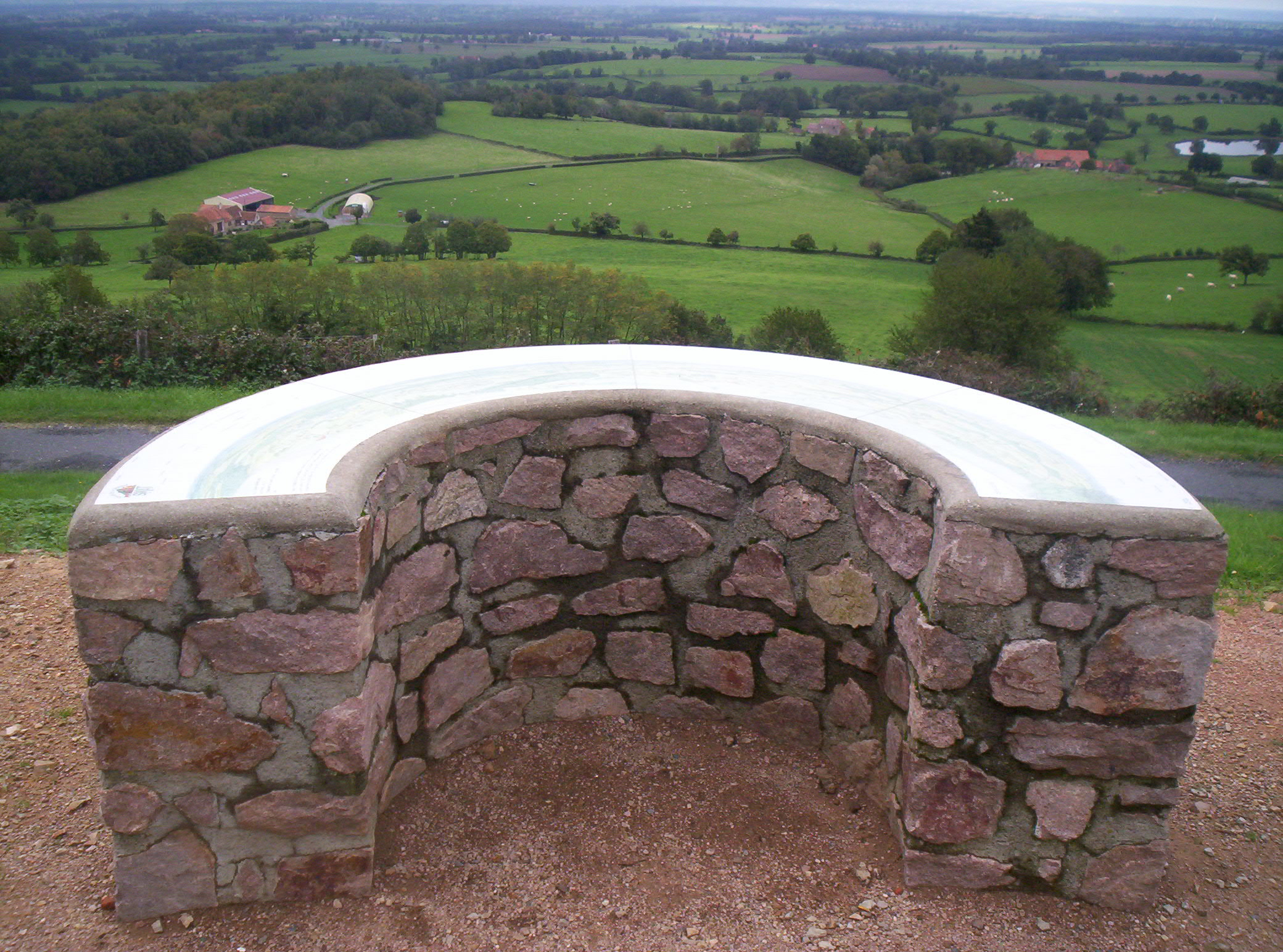
Table d'orientation.

- Église Saint-Côme-et-Saint-Damien, dont seule la nef remonte au XIIe siècle, tandis que le reste de l'édifice a été rebâti au XIXe siècle[61].
- Chapelle des Guillermets de Saint-Léon.
- Châteaux et manoirs : Coulon, Montperroux, etc.
- Reste d'un château féodal à Marcellange à 2 km au nord-ouest[62].
- Puy Saint-Ambroise.

### Personnalités liées à la commune
- Joseph Beauchamp (1761-1842), député à la Convention, mort dans la commune.
- Jean Couy (1910-1983), artiste peintre de la Nouvelle école de Paris, vécut à Saint-Léon qu'il découvrit par les attaches familiales de son épouse Marguerite Couy (née Bayon), également artiste peintre. Ils y sont tous deux inhumés.
- Gilbert Montagné (1951-), chanteur, dont les parents ont toujours vécu sur la Montagne et qui vit dans la commune voisine du Donjon[réf. nécessaire]. Une place Gilbert-Montagné a été inaugurée le 5 juillet 2022, où il a passé une partie de sa jeunesse avec sa grand-mère et où il a écrit son premier tube, The Fool[63].